# AntennaPod
AntennaPod es una aplicación de agregación de pódcast libre y de código abierto para el sistema operativo Android.

## Historia
AntennaPod fue lanzado el 22 de julio de 2012 como la versión 0.8., y está licenciada bajo la licencia MIT. La aplicación permite la agregación de podcasts y es libre y de código abierto. La app fue presentada en el teléfono creado a través del teléfono BoringPhone, un dispositivo cuya intención es la de eliminar distracciones, siendo una alternativa a los teléfonos Android convencionales.

## Funcionalidades
- Actualización automática, descarga y transmisión de episodios
- Velocidad de reproducción variable
- Feeds Atom y RSS (protegidos con contraseña)
- Importación/exportación de feeds con OPML
- Integración de Flattr
- Búsqueda de podcasts y sincronización con gPodder y Nextcloud[6] [7][8]
- Soporte de capítulos MP3, Podlove y VorbisComment [9]
- Soporte para feeds paginados [10]
- Tema oscuro
- Asignación de etiquetas (a veces llamadas grupos o categorías) a los pódcast para organizar las suscripciones[11]
- Soporte para capítulos (Pódcast 2.0)[12]

## Recepción
En octubre de 2013, Justin Pot, de Make Use Of, elogió la aplicación por ser un cliente de podcast simple que tampoco tiene anuncios. Desde entonces se ha mantenido libre de anuncios y de código abierto.
En diciembre de 2015, Android Police nombró a AntennaPod como una de sus aplicaciones favoritas y más utilizadas en 2015, diciendo «... AntennaPod es una opción capaz que se ve genial y tiene todas las características imprescindibles...».
En noviembre de 2019, Dan Price, de Make Use Of, incluyó AntennaPod como el único reproductor de código abierto en una lista de las 8 mejores aplicaciones de podcasts para Android. Dijo que, aunque es menos conocido, tiene muchas características buenas, incluidas «excelentes herramientas de gestión de memoria».
En junio de 2020, Manuel Vonau, de Android Police, dijo que el AntennaPod de código abierto de F-Droid es una «buena alternativa a muchas soluciones patentadas», pero que el diseño de su reproductor podría mejorarse.
En julio de 2020, Netzwelt incluyó a AntennaPod como su mejor opción para aplicaciones de podcasts.
Según Jan Spoenle, de Weka Media, AntennaPod funciona tan bien como sus competidores comerciales, pero el único inconveniente de la aplicación es que no proporciona una función de listas de reproducción individuales.
Leonardo Banchi, de AndroidWorld, recomendó la aplicación como una alternativa gratuita a otras aplicaciones de podcasts.
En abril de 2023, Jon Gilbert y John Bradbury, de Android Police, recomendaron AntennaPod como una de las 17 mejores aplicaciones gratuitas de código abierto para Android en 2023.